# Isocentris filalis
Isocentris filalis is een vlinder van de familie van de grasmotten (Crambidae). De wetenschappelijke naam van deze soort is voor het eerst voorgesteld als Asopia filalis door Achille Guenée in een publicatie uit 1854.

## Verspreiding
De soort komt voor in Mali, Sierra Leone, Liberia, Togo, Kameroen, Congo-Brazzaville, Congo-Kinshasa, Mozambique, Aldabra, de Comoren,  Madagaskar, Mauritius, Réunion, India, Taiwan, Indonesië (Java) en Australië.

## Waardplanten
De rups leeft op Euphorbia virosa (Euphorbiaceae) en Flueggea virosa (Phyllanthaceae).